# Deucalion oceanicus
Deucalion oceanicus – gatunek chrząszcza z rodziny kózkowatych i podrodziny zgrzypikowych. Jedyny przedstawiciel rodzaju Deucalion.

## Zasięg występowania
Gatunek ten występuje w północnej Afryce oraz na Wyspach Selvagens.